# Нотович, Натан
Ната́н Ното́вич (нем. Nathan Notowicz; 31 июля 1911, Тичнерсдорф, Австро-Венгрия, ныне Тычин, Польша — 15 апреля 1968, Берлин, ГДР) — немецкий композитор, педагог, музыковед и общественный деятель.

## Биография
Сын потомственных купцов. В 1913 году семья перебралась в Мюнхен. Учился в консерватории Дюссельдорфа у  Эрнста Бюккена (история музыки) и Германа Унгера (композиция). В 1933 году эмигрировал в Нидерланды. В 1940 году вступил в Коммунистическую партию Германии, где был известен под псевдонимом Герард Фишер нем. Gerard Fischer. В 1946 году перебрался в Советскую зону оккупации Германии. С 1950 года проректор и профессор Высшей музыкальной школы (Берлин). В 1951 году становится одним из основателей Союза композиторов и музыковедов ГДР, чьим Генеральным (Первым) секретарём оставался вплоть до 1968 года. С 1962 года руководил архивом Ханса Эйслера при Немецкой академии искусств. В 1966 году возглавил Музыкальный совет ГДР. Написал ряд работ о вопросах музыкальной эстетики, о творчестве Иоганна Себастьяна Баха и др. Похоронен на Доротеенштадтском кладбище в Берлине.
Был женат на Анн Нотович, члене Международной демократической федерация женщин и Комитета антифашистских борцов сопротивления.

## Награды

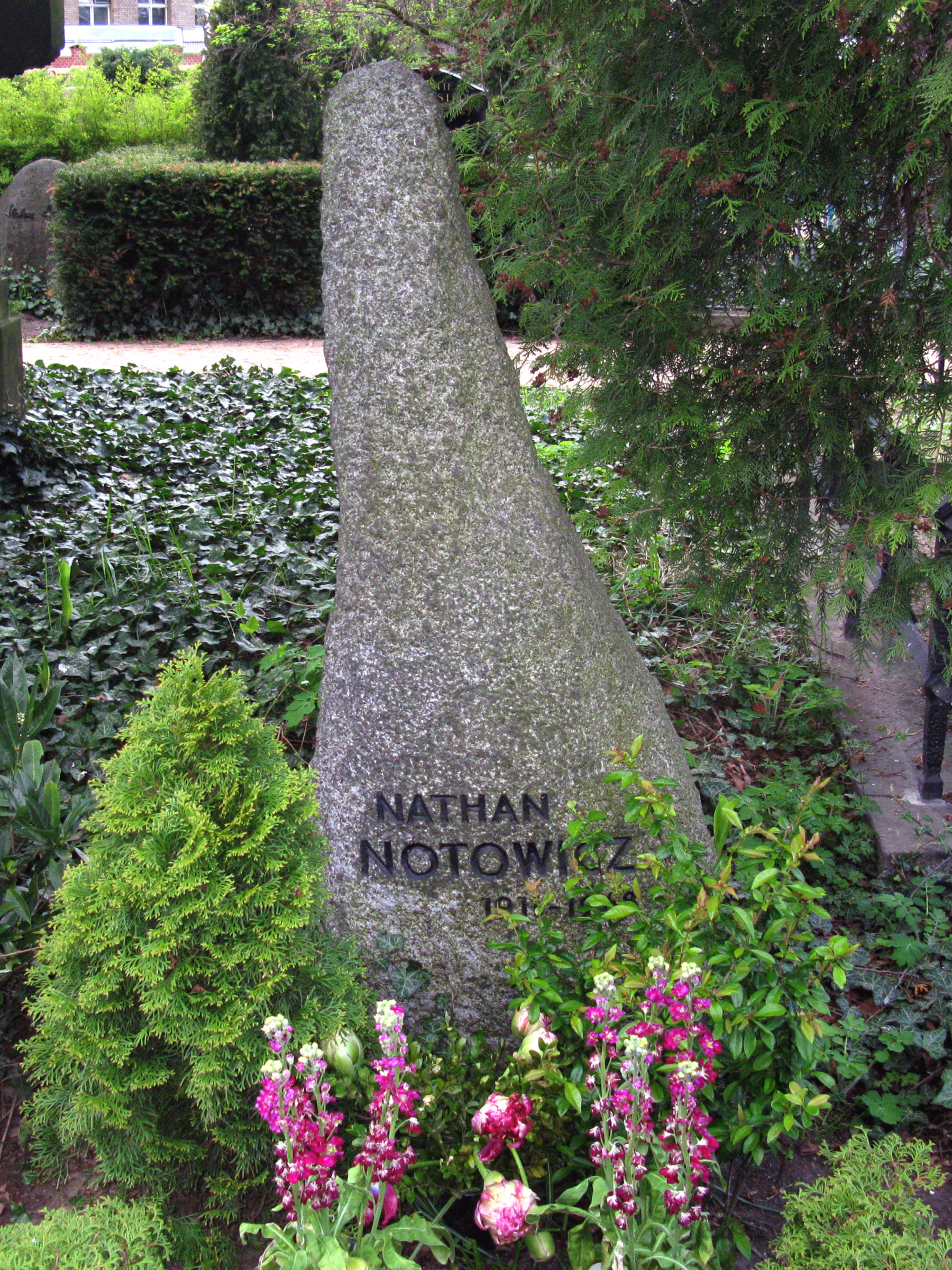
Могила Натана Нотовича на Доротеенштадтском кладбище в Берлине

- 1959 — серебряный орден «За заслуги перед Отечеством»